# Jonas Slier

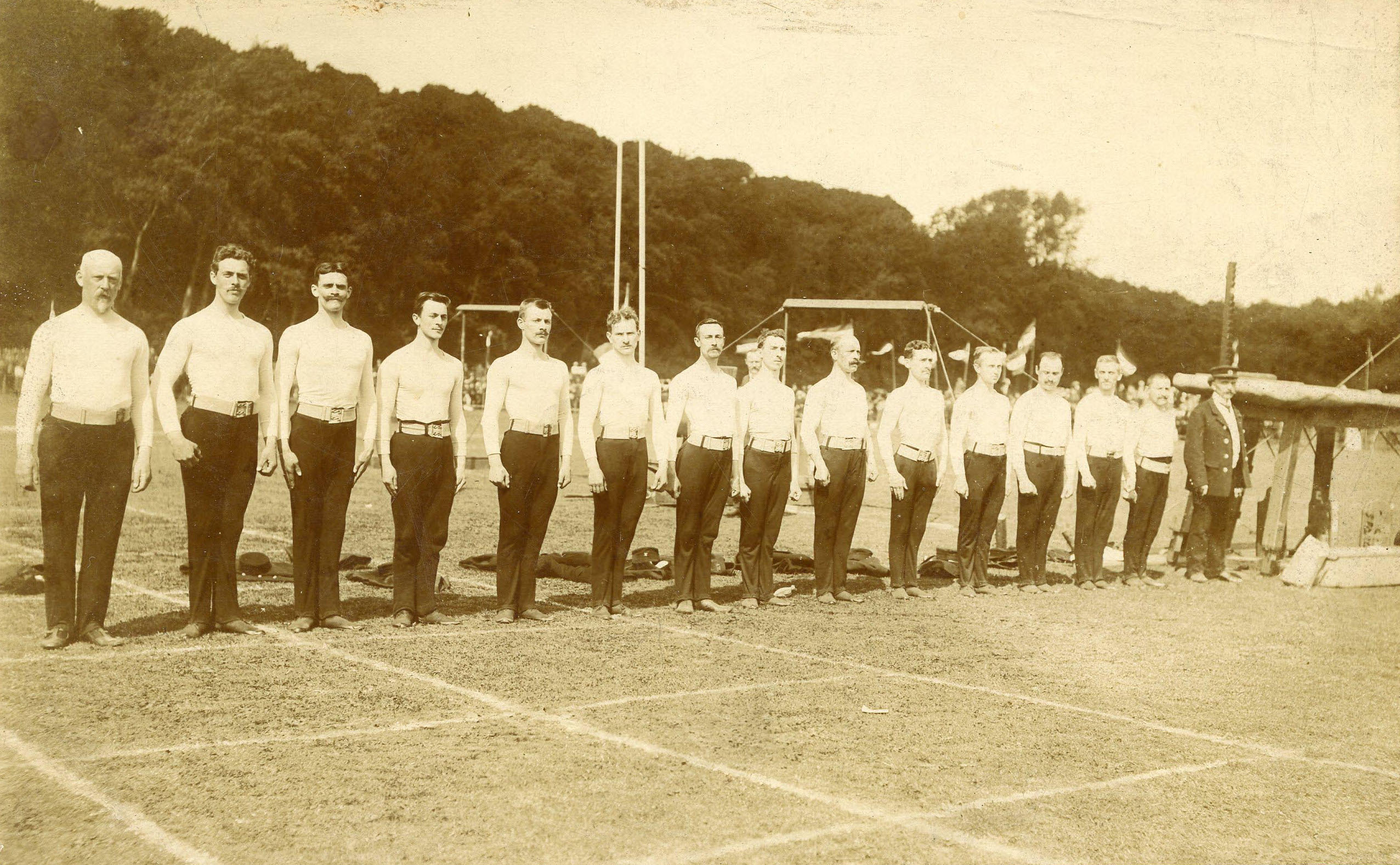
Die niederländische Turnmannschaft bei den Olympischen Sommerspielen 1908 in London.

Jonas Slier (* 22. März 1886 in Amsterdam, Niederlande; † 5. November 1942 im KZ Auschwitz-Birkenau, Polen) war ein niederländischer Turner, der an den Olympischen Sommerspielen 1908 in London teilnahm.

## Leben
Jonas Slier wurde am 26. März 1886 als zweitältestes von zehn Kindern von Philip Slier (1858–1937) und Betje Benjamins (1862–1943) in Amsterdam geboren. Im Alter von 22 Jahren nahm das damalige Mitglied der Amsterdamer Turngemeinschaft Spartacus an den Olympischen Sommerspielen 1908, die von 27. April 1908 bis 31. Oktober 1908 in London stattfanden, teil, wobei es beim Geräteturnen im Einzelmehrkampf zum Einsatz kam. Hierbei belegte Slier in einem 97-köpfigen Teilnehmerfeld lediglich den vorletzten Platz und rangierte mit den Niederländern auch im Mannschaftsmehrkampf auf dem vorletzten Platz, jedoch noch vor dem Gastgeberland. In weiterer Folge trat er bei keinen Olympischen Spielen mehr in Erscheinung und verbrachte sein weiteres Leben unter anderem als Kaufmann in seiner Heimatstadt Amsterdam. Am 24. Juli 1912 heiratete der damals 26-Jährige die sechs Jahre jüngere Anna Plas, die noch im selben Jahr den Sohn Louis gebar. Am 18. März 1917 kam das zweite Kind der beiden, der Sohn Arnold, genannt Nol, zur Welt. Mit seiner Frau betrieb er einen Verkaufsstand am Nieuwmarkt im Zentrum von Amsterdam, wo die beiden Textilien und Schmuck vertrieben. Hier wurden sie unter anderem auch von ihren beiden Söhnen unterstützt.
Wie der Großteil seiner Familie wurde Jonas Slier ab dem Jahre 1942 in den Internierungs- bzw. Konzentrationslagern der Nationalsozialisten in Polen interniert. Der Bruder Andries (1888–1942), der drittälteste im Bunde der zehn Geschwister, dürfte das erste engere Familienmitglied Jonas Sliers gewesen sein, das Opfer des Holocausts wurde, als er am 12. Oktober 1942 im KZ Auschwitz hingerichtet wurde. Kurze Zeit später musste Jonas Slier selbst am 5. November 1942 sein Leben KZ Auschwitz-Birkenau lassen. Als Nächstes wurde seine Schwester Debora (1896–1943) in Auschwitz getötet, zehn Tage später erfolgte die Tötung seines erstgeborenen Sohnes Louis (1912–1943), ebenfalls in den Konzentrationslagern von Auschwitz. Nachdem am 5. Februar 1943 seine Schwester Grietje (1893–1943) und am 12. Februar 1943 seine Schwester Duifje (1891–1943) ebenfalls in Auschwitz Opfer des Holocausts wurden, starb am 17. Februar 1942 seine damals 80-jährige Mutter im Durchgangslager Westerbork. Der Vater Philip war bereits wenige Jahre vor dem Holocaust auf natürliche Weise in seiner Heimatstadt Amsterdam verstorben. Am 9. April 1943 wurde das älteste Kind der Familie, Jonas Sliers Bruder Joseph (1885–1943), im KZ Auschwitz getötet. Rund zwei Monate später waren sein Bruder Eliazar (1890–1943) und seine Frau Anna (1891–1943) zwei der geschätzt 33.000 niederländischen Opfer im Vernichtungslager Sobibor; ihnen wurde am 4. Juni 1943 das Leben genommen. Über den weiteren Verbleib zweier namentlich nicht bekannter Brüder (* 1894 und 1898), sowie einer namentlich ebenfalls nicht bekannten Schwester (* 1901) ist nichts bekannt, jedoch kann davon ausgegangen werden, dass diese ebenfalls in einem der Konzentrations- bzw. Vernichtungslagern ihr Leben ließen; ebenso wie zahlreiche weitere Verwandte Jonas Sliers. Arnold, der älteste Sohn von Jonas und Anna Slier, überlebte den Holocaust und verstarb am 16. Januar 1995 im Alter von 77 Jahren in Alkmaar.